# Hendrik Reus
Hendrikus Adrianus (Hendrik) Reus (Dordrecht, 28 mei 1872 - aldaar, 22 oktober 1935) was een Nederlands architect die voornamelijk werkzaam was in en rond zijn geboortestad.

## Leven en werk
Hendrik Reus werd geboren als zoon van J.N. Reus, die een timmerwinkel had aan de Hoge Nieuwstraat 17. Hendrik had ambities om zijn vader op te volgen, maar wilde tegelijkertijd het bedrijf naar een hoger plan tillen. Daarom ging hij aan de Rotterdamse academie de opleiding bouwkunde volgen bij professor Henri Evers. In het geboortejaar van Hendrik Reus (1872) was het nieuwe treinstation in Dordrecht geopend. Dat maakte het mogelijk om te reizen en in Rotterdam aan de academie te gaan studeren.
Na zijn studie, die gestoeld was op de klassieke bouwkunst, vestigde hij zich rond 1892 als zelfstandig architect in Dordrecht. Tegelijkertijd waren er vernieuwingen in de architectuur op gang gekomen onder invloed van het genootschap Architectura et Amicitia. In het vroege werk van Reus zijn hier al tekenen van zichtbaar. Zo heeft zijn vroegste ontwerp, het winkelhuis voor de firma Van Diemen aan de Voorstraat uit 1893, naast de overduidelijke klassieke onderdelen in de pui een eigenzinnige gevelindeling. Ook de overstekende goot en dito vormgegeven dakkapel zijn een poging het gebouw een eigentijds karakter te geven. In latere ontwerpen worden de invloeden van Hendrik Petrus Berlage zichtbaar, zoals in de in natuursteen opgetrokken gevels van het notariskantoor van W.H. Van Bilderbeek aan de Groenmarkt (1895) en het kantoorpand voor verzekeringsmaatschappij De Holland aan de Wijnstraat (1896).
Reus werkte een aantal maal samen met beeldhouwer Lambertus Zijl. Zo verzorgde Zijl de sculpturen voor de winkelpui van Voorstraat 273 en het beeldhouwwerk voor de gevel van de Twentsche Bank aan de Wijnstraat. Hij is eveneens betrokken geweest bij de winkelpui van de firma Dronkert aan de Voorstraat.
In 1917 gaat Reus samenwerken met Bernardus van Bilderbeek, die eerder al Reus' ontwerp voor Groenmarkt 10 uitbreidde. Het werk van beide architecten vertoont veel overeenkomsten. Het bureau maakt onder meer ontwerpen voor woningbouw op de Staart en in Krispijn, de ambachtsschool aan de Reeweg Oost en het eerste stadsvernieuwingsplan rond het Bethlehemplein. In het bouwkundig weekblad memoreert Van Bilderbeek zijn compagnon: "Voor Reus betekende een bouwkundig ontwerp een op een moduul gebouwde, uiterst zorgvuldig bestudeerde plattegrond en opstanden, een volkomen verantwoorde logische opbouw en liefdevol behandelde details. Zijn altijd eigenhandige, vlot getekende bestektekeningen waren diagrammen waarin alles was te vinden en af te lezen. Onder bouwen verstond hij het met uiterste zorg en overleg kiezen van de juiste en beste materialen, het met grote accuratesse en toewijding verzorgen van alle, ook de geringste onderdelen." Na het overlijden van Reus zet Van Bilderbeek het bureau voort. C.C. Basters werkte zich tussen 1925 en 1945 van bouwkundig tekenaar op tot compagnon. Het bureau bestaat nog steeds, en is tegenwoordig bekend onder de naam Lugten Malschaert Architecten. Ze zijn nog steeds gevestigd in het pand dat Van Bilderbeek in 1906 betrok toen hij naar Dordrecht verhuisde.

## Ontwerpen
| Naam                                                       | Bouwjaar                                         | Adres                                               | Plaats    | Bijzonderheden                                                                | Afbeelding |
| ---------------------------------------------------------- | ------------------------------------------------ | --------------------------------------------------- | --------- | ----------------------------------------------------------------------------- | ---------- |
| winkelpand "Sine Labore Nihil"                             | 1893                                             | Voorstraat 253                                      | Dordrecht | rijksmonument                                                                 |            |
| notariskantoor W.H. Van Bilderbeek                         | 1895, uitbreiding uit 1906 van B. Van Bilderbeek | Groenmarkt 10                                       | Dordrecht | rijksmonument                                                                 |            |
| woonhuizen                                                 | 1896                                             | Toulonselaan 89-107                                 | Dordrecht | gemeentelijk monument                                                         |            |
| winkelpui fa. Dronkert (Rechter deel)                      | 1896                                             | Voorstraat 378-380                                  | Dordrecht | rijksmonument                                                                 |            |
| kantoorpand van brandverzekeringsmaatschappij "De Holland" | 1896, uitbreidingen 1907                         | Wijnstraat 168                                      | Dordrecht | rijksmonument                                                                 |            |
| winkelpand                                                 | 1897-1898                                        | Voorstraat 273                                      | Dordrecht | gemeentelijk monument                                                         |            |
| Drie dubbele woonhuizen                                    | 1898                                             | Noordendijk 1 t/m 9                                 | Dordrecht |                                                                               |            |
| herenhuis                                                  | 1899                                             | Singel 380                                          | Dordrecht | gemeentelijk monument                                                         |            |
| woon-winkelhuizen                                          | 1900                                             | Vrieseweg 78-80                                     | Dordrecht | gemeentelijk monument (78), gesloopt (80)                                     |            |
| Remonstrantse kerk                                         | 1900-1901                                        | Cornelis de Wittstraat 28                           | Dordrecht | rijksmonument                                                                 |            |
| Venduhuis voor A. Mak                                      | 1901                                             | Visstraat 25                                        | Dordrecht | rijksmonument                                                                 |            |
| Twentsche Bank                                             | 1903                                             | Wijnstraat 239                                      | Dordrecht | rijksmonument                                                                 |            |
| woonhuis                                                   | 1906                                             | Wijnstraat 49-51                                    | Dordrecht |                                                                               |            |
| villa Merwehoeve                                           | 1906                                             | Woestduinlaan 1                                     | Doorn     | Gemeentelijk monument                                                         |            |
| woon-winkelhuis                                            | 1906                                             | Groenmarkt 70                                       | Dordrecht | rijksmonument                                                                 |            |
| villa Merwehoeve                                           | 1907                                             | Vrieseweg 90                                        | Dordrecht |                                                                               |            |
| 12 arbeiderswoningen voor de Evangelisch Lutherse Gemeente | 1907                                             | Geldelozepad 38 t/m 68                              | Dordrecht | 38 t/m 46 gesloopt                                                            |            |
| villa Lotsy                                                | 1907                                             | Wijnstraat 93 (oud nummer)                          | Dordrecht | gesloopt                                                                      |            |
| uitbreiding woonhuis Hugo van Gijn                         | 1908-1909                                        | Sluisweg 1                                          | Dordrecht | gemeentelijk monument                                                         |            |
| herenhuis                                                  | 1910                                             | Singel 314                                          | Dordrecht | gemeentelijk monument                                                         |            |
| School Mühring                                             | 1911-1912                                        | Vrieseweg 92                                        | Dordrecht | gemeentelijk monument                                                         |            |
| Uitbreiding woningwijk Noorderkwartier met 84 woningen     | 1918-1919                                        | Merwedestraat, Wantijstraat, Maasstraat, Waalstraat | Dordrecht | Arbeiderswoningen naar tuindorpgedachte, samen met B. Van Bilderbeek          |            |
| Technische school                                          | 1918-1919                                        | Reeweg Oost 123                                     | Dordrecht | rijksmonument, samen met B. Van Bilderbeek                                    |            |
| Christelijk gereformeerde kerk                             | 1921                                             | Singel 192                                          | Dordrecht | rijksmonument, samen met B. Van Bilderbeek                                    |            |
| Wilhelminastichting, hofje met 34 woningen                 | 1926                                             | Kasperspad                                          | Dordrecht | rijksmonument, samen met B. Van Bilderbeek                                    |            |
| woningbouw (stadsvernieuwingsplan)                         | 1935                                             | Bethlehemplein                                      | Dordrecht | gemeentelijk monument (twee van de vier blokken), samen met B. Van Bilderbeek |            |